# Маук Вебер
Бартоломеус Мауріц "Маук" Вебер (нід. Bartholomeus Maurits "Mauk" Weber, 1 березня 1914, Гаага — 14 квітня 1978, там само) — нідерландський футболіст, що грав на позиції захисника за клуби «АДО Ден Гаг» та «Апелдорн», а також національну збірну Нідерландів.

## Клубна кар'єра
У футболі дебютував 1930 року виступами за команду «АДО Ден Гаг», в якій провів чотири сезони. 
Протягом 1935—1937 років захищав кольори клубу «Апелдорн».
1937 року повернувся до клубу «АДО Ден Гаг», за який відіграв 2 сезони. Завершив професійну кар'єру футболіста виступами за команду «АДО Ден Гаг» у 1939 році.

## Виступи за збірну
1931 року дебютував в офіційних матчах у складі національної збірної Нідерландів. Протягом кар'єри у національній команді, яка тривала 8 років, провів у її формі 27 матчів.
У складі збірної був учасником двох чемпіонатів світу. У 1934 році в Італії Нідерланди з Вебером в складі програли в стартовому матчі швейцарцям (2-3), а в 1938 році у Франції програли Чехословаччині (0-3).
Помер 14 квітня 1978 року на 65-му році життя.